# Горбил джилбек
Горбилите джилбек (Atractoscion aequidens) са вид актиноптери от семейство Минокопови (Sciaenidae).
Те са почти застрашен вид.
Таксонът е описан за пръв път от Жорж Кювие през 1830 година.